# Tranvia del Riffelalp
La tranvia del Riffelalp è una tranvia del Canton Vallese, nella località di Riffelalp, nei pressi di Zermatt: unisce la stazione di Riffelalp al Riffelalp Resort 2222m. Si tratta della linea tranviaria più alta d'Europa.

## Storia
Nel 1884 Alexander Seiler inaugurò il Grand Hotel Riffelalp; nel 1898 venne aperta la ferrovia del Gornergrat che unisce Zermatt alla sommità del Gornergrat: la linea includeva anche la stazione di Riffelalp, ma questa risultava essere distante dall'albergo.
Per permettere un rapido accesso alla struttura venne costruita, nonostante le opposizioni della borghesia di Zermatt, una tranvia che entrò in funzione il 13 luglio 1899, un anno dopo l'apertura della ferrovia: si trattava di una linea dalla lunghezza di 480 metri, a trazione elettrica trifase e operativa nei mesi estivi.
Durante la notte del 14 febbraio 1961 il Grand Hotel Riffelalp fu distrutto da un incendio: i tram vennero risparmiati dal fuoco, ma senza traffico verso l'albergo il servizio venne sospeso; l'ultima corsa era stata effettuata il 30 settembre 1960. Le vetture furono trasportate al deposito di Zermatt dove restarono per quarant'anni.
Nel 1998 partirono i lavori di costruzione del Riffelalp Resort 2222m, sui resti del precedente albergo: parallelamente venne ricostruita anche la linea tranviaria, seguendo il vecchio tracciato. Furono restaurate anche le vetture, dotate di batterie elettriche. Il servizio riprese il 15 giugno 2001.

## Descrizione
| Continuation backward |

| Station on track | Unknown route-map component "uKHSTa" |

| Continuation forward | Urban straight track |

|  | Unknown route-map component "uWSLe" |

La linea tranviaria parte della stazione di Riffelalp, a quota 2 210 metri sul livello del mare, per arrivare, dopo un percorso di 675 metri al Riffelalp Resort 2222m, a 2 222 metri: il binario, unico e con rotaia Vignoles, ha uno scartamento di 800 millimetri.
Dalla stazione ferroviaria la linea parte nei pressi del fabbricato viaggiatori: non è collegata alla ferrovia in quanto questa ha uno scartamento metrico. Nel capolinea del resort è dotata di un cappio di ritorno per l'inversione delle vetture, oltre a una rimessa con il rifornimento per le batterie.
Sono in uso due tram accoppiati e hanno una velocità massima di 10 km/h. Il servizio è effettuato durante la stagione estiva, mentre in inverno è sostituito da motoslitte.